# ワンダーランド・アミューズメント・パーク
座標: 北緯40度14分12.3秒 東経116度9分49.6秒 / 北緯40.236750度 東経116.163778度

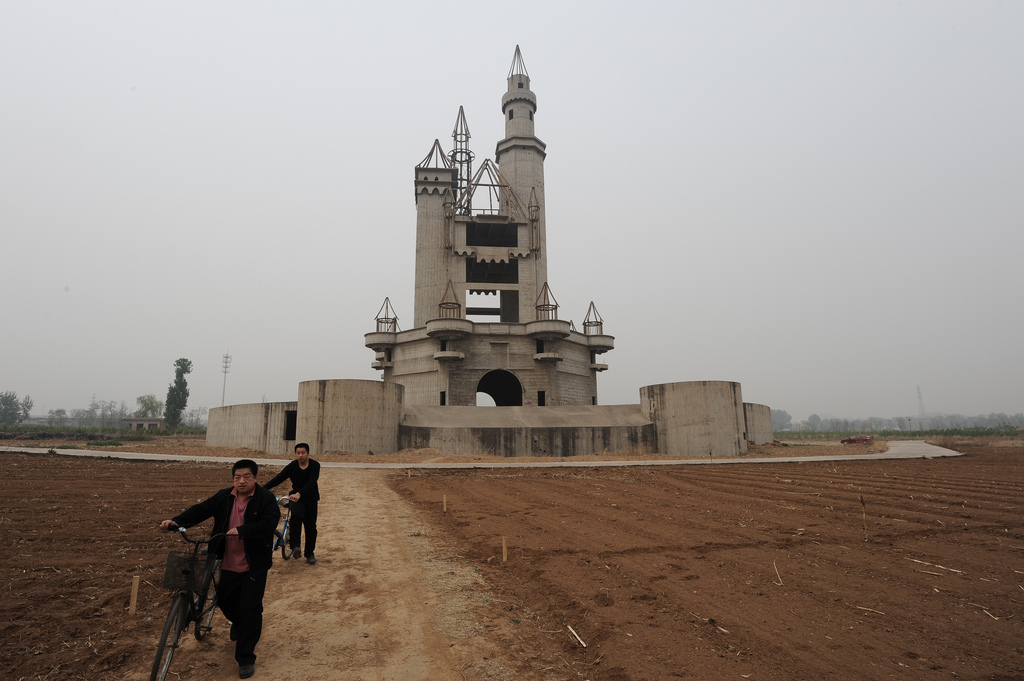
「ワンダーランド・アミューズメント・パーク」を編集中

ワンダーランド・アミューズメント・パークは、1990年代後半に中華人民共和国北京市郊外の昌平区南口地区にアジア最大の遊園地を目指して建設が計画されていたアミューズメントパークの名称。しかしその建設は一向に進まず10年以上建設予定地が放置されたままとなった場所。最終的この計画は中止となった。名称は現地のメディア報道では沃徳蘭遊楽園（簡体字：沃德兰游乐园）、英語ではWonderland Amusement Parkと表記されていた。

## 概要
1990年代後半タイ王国の不動産開発業者であるレインウッド・グループ（Reignwood Group）が、北京郊外北北西にある陳圧村に、100エーカーのアミューズメントパークを建設する計画を立てた。完成すれば、アジア最大の遊園地となる予定であった。1998年に着工されたものの、土地の買収にあたり価格の折り合いがつかず、2000年ごろ建設計画が頓挫した。その後この予定地は、長期間にわたり手つかずで放置されたままの状態が続いていた。2008年にこの計画を復活させる動きがあったものの、実現することはなかった。
その後レインウッド・グループは別の事業に関心を移したことにより、ワンダーランド・アミューズメント・パークの計画用地はトウモロコシ栽培など生産活動の場として明け渡すこととなった。
この計画自体は長らく世間から忘れ去られていたが、建設途中のいくつかの建造物が未完成のまま不気味に放置されている状態が、2011年12月写真家のデイビッド・グレイ（David Gray）により「再発見」され、彼が撮影した複数の写真が公開された。2014年9月にはイギリスのタブロイド紙、デイリー・メールが組んだ特集「世界の7大ムダ観光資源プロジェクト」の中の1つとしてピックアップされている。